# Star Trek: Insurrection (soundtrack)
Star Trek: Insurrection is de originele soundtrack, gecomponeerd en gedirigeerd door Jerry Goldsmith voor de film Star Trek: Insurrection uit 1998 van Jonathan Frakes. Het album werd uitgebracht op 22 december 1998 door GNP Crescendo Records.
De muziek werd opgenomen in de Paramount Scoring Stage in de Paramount Pictures Studios in Los Angeles van 19 tot 23 oktober 1998. De muziek werd georkestreerd door Alexander Courage en opgenomen en gemixt door geluidstechnicus Bruce Botnick. Op het album is nummer 10 anders dan de versie die in de film werd gebruikt.
Op 6 augustus 2013 bracht GNP Crescendo Records de soundtrack voor de film opnieuw uit als een uitgebreide editie, met niet eerder uitgebrachte nummers van Goldsmith plus vier bonustracks.

## Tracklijst
Alle muziek is geschreven door Jerry Goldsmith, tenzij anders aangegeven.

| 1.                 | Ba'ku Village (bevat "Theme from Star Trek" van Alexander Courage) | 6:52 |
| 2.                 | In Custody                                                         | 1:14 |
| 3.                 | Children's Story                                                   | 1:47 |
| 4.                 | Not Functioning                                                    | 1:45 |
| 5.                 | New Sight                                                          | 5:44 |
| 6.                 | The Drones Attack                                                  | 4:10 |
| 7.                 | The Riker Maneuver                                                 | 3:09 |
| 8.                 | The Same Race                                                      | 1:16 |
| 9.                 | No Threat                                                          | 4:12 |
| 10.                | The Healing Process                                                | 7:15 |
| 11.                | End Credits (bevat "Theme from Star Trek" van Alexander Courage)   | 5:25 |
| Totale duur: 42:49 |                                                                    |      |

### Uitgebreide uitgave (GNP Crescendo Records, 2013)
| 1.                 | Ba'ku Village (bevat "Theme from Star Trek" van Alexander Courage) | 6:53 |
| 2.                 | Out of Orbit / Take Us In                                          | 1:44 |
| 3.                 | Come Out                                                           | 2:34 |
| 4.                 | In Custody                                                         | 1:14 |
| 5.                 | Warp Capability / The Planet / Children's Story                    | 2:33 |
| 6.                 | The Holodeck                                                       | 4:35 |
| 7.                 | How Old Are You / New Sight                                        | 6:14 |
| 8.                 | Lost Ship / Prepare the Ship                                       | 2:39 |
| 9.                 | As Long as We Can                                                  | 1:40 |
| 10.                | Not Functioning / Send Your Ships                                  | 2:55 |
| 11.                | Growing Up / Wild Flowers / Photon Torpedo                         | 2:55 |
| 12.                | The Drones Attack                                                  | 4:15 |
| 13.                | The Riker Maneuver                                                 | 3:15 |
| 14.                | Stay With Me                                                       | 1:48 |
| 15.                | The Same Race                                                      | 2:50 |
| 16.                | The Collector                                                      | 1:10 |
| 17.                | No Threat                                                          | 4:18 |
| 18.                | Tractor Beam                                                       | 0:38 |
| 19.                | The Healing Process (revised)                                      | 5:04 |
| 20.                | The Healing Process (original version)                             | 7:17 |
| 21.                | End Credits (bevat "Theme from Star Trek" van Alexander Courage)   | 5:30 |
| 22.                | Ba'ku Village (alternate ending)                                   | 3:53 |
| 23.                | The Holodeck (alternate opening)                                   | 1:12 |
| 24.                | Growing Up (alternate)                                             | 1:21 |
| 25.                | Tractor Beam (alternate)                                           | 0:38 |
| Totale duur: 79:05 |                                                                    |      |